# Châu Hoàn
Châu Hoàn là một xã thuộc huyện Quỳ Châu, tỉnh Nghệ An, Việt Nam.
Xã Châu Hoàn có diện tích 76,58 km², dân số năm 1999 là 1846 người, mật độ dân số đạt 24 người/km².